# Ист Хонолулу
Ист Хонолулу (енгл. East Honolulu) насељено је место за статистичке потребе у америчкој савезној држави Хаваји. По попису становништва из 2010. у њему је живело 49.914 становника.

## Демографија
Према попису становништва из 2010. у граду је живело 49.914 становника.
| Група             | 2000.  | 2010.          |
| Белци             | . (.%) | 13.018 (26,1%) |
| Афроамериканци    | . (.%) | 252 (0,5%)     |
| Азијати           | . (.%) | 24.509 (49,1%) |
| Хиспаноамериканци | . (.%) | 2.069 (4,1%)   |
| Укупно            | .      | 49.914         |